# Прапор Ровеньків
Пра́пор Ровенькі́в — прапор міста Ровеньки Луганської області. Затверджений 4 червня 2003 року рішенням №9/290 IX сесії міської ради XXIV скликання.

## Опис
З авторського опису прапора: «Квадратне полотнище, 2/3 якого від держака складаються з двох рівновеликих горизонтальних смуг — зеленої та чорної, у центрі — чорний квадрат (сторона квадрата рівна 1/6 сторони прапора) у білому сяйві, що має 16 широких і поміж них 16 вузьких променів (сяйво займає 3/5 сторони прапора); з вільного краю йде біла вертикальна смуга шириною в 1/3 сторони прапора, на якій три червоні дуби з жолудями (кожен дуб вистою в 1/5 сторони прапора)».
Автори — О.Житниченко, А.В.Закорецький, К.Кравченко, С.Картишкіна.

## Джерело
- Прапор Ровеньків. «Українська геральдика» (укр.) (рос.) (англ.). Архів оригіналу за 19 травня 2014. Процитовано 19 травня 2014. (укр.)